# Mike Scully
Mike Scully (* 2. října 1956 Springfield, Massachusetts) je americký televizní scenárista, držitel ceny Emmy, známý především svou prací na animovaném seriálu Simpsonovi v letech 1997–2001 (9.–12. řada).
Během 5. řady Simpsonových začal pracovat jako scenárista a producent a v 6. řadě napsal několik epizod, například Dva tucty a jeden chrt a Lízina rivalka. Ve 14. sérii byl scenáristou a výkonným režisérem dílu Homerova rock'n'rollová brnkačka.
Byl také scenáristou seriálu Raymonda má každý rád v části 7. a během 8. řady a spolu s Julií Thackerovou se podílel na seriálech The Pitts a Chlapi sobě.
Svou kariéru začal psaním vtipů pro Yakova Smirnoffa. Spolu s Alem Jeanem byl také spoluautorem scénáře a výkonným producentem Simpsonových ve filmu. Je autorem mnoha nápadů pro Simpsonovy, například Bartových hlášek na tabuli ve většině epizod.
Ve sloupku v časopise Slate se píše, že Simpsonovi se během Scullyho působení v roli výkonného producenta změnili z realistického seriálu o rodinném životě na typický animák.
Podle Kena Levina se Scully o berlích účastnil pochodů spojených se stávkou herců v roce 2007.

## Scenáristická filmografieSimpsonových
6. řada
- Lízina rivalka
- Líza – posila mužstva
- Dva tucty a jeden chrt

7. řada
- Nemáš se čím chlubit, Marge
- Homerův tým

8. řada
- Lízino rande s blbostí

9. řada
- Speciální čarodějnický díl (část Homer a mutanti)
- Hrátky s Ralphem

10. řada
- Sportovní neděle (s Tomem Martinem, Georgem Meyerem a Brianem Scullym)

11. řada
- Cáklý Max jedna
- Cena smíchu (s Timem Longem, Georgem Meyerem a Mattem Selmanem)

13. řada
- Rodičovské pouto (s Georgem Meyerem)

14. řada
- Homerova rock'n'rollová brnkačka